# Berthe Dubail
Berthe Dubail (Leval-Trahegnies, 19 juin 1911 - Watermael-Boitsfort, 22 novembre 1984) est une artiste peintre belge. En parallèle de sa carrière artistique, elle exerce la profession d'enseignante de dessin dans plusieurs institutions belges. Sa peinture évolue de la figuration expressionniste vers l'abstraction.

## Biographie
Berthe Dubail naît non loin de Binche, dans une famille de commerçants hennuyers. Elle est la benjamine des trois sœurs. Créative dès son plus jeune âge, elle exerce une activité artistique autodidacte de 1923 à 1929, avant de suivre dès 1930 les cours d'art décoratifs au Lycée Warocqué de Morlanwelz où elle réalise des coussins et des tentures originaux dans le style Art-Déco. Elle suit également les cours de l'école Provinciale des Arts et Métiers de Saint-Guislain. Issue d'un milieu modeste, sa famille insiste pour qu'elle gagne sa vie. C'est ainsi qu'en 1936, elle obtient son brevet de capacité à enseigner les arts dans les sections moyennes. Sa formation ne s'arrête pas là, puisque Berthe Dubail s'inscrit au cours de dessin de l'Académie Royale des Beaux-Arts de Mons de 1938 à 1939. Après une interruption due à la Seconde Guerre mondiale, elle s'inscrit à nouveau et suit les cours de peinture de Louis Buisseret. C'est à cette époque qu'elle adopte un style animiste. Elle a ensuite travaillé à Paris, à l'Académie de la Grande Chaumière dans les ateliers libres. En 1954, elle déménage à Bruxelles et parfait sa formation dans l'atelier de peinture monumentale de La Cambre à Bruxelles. Parallèlement à ses recherches artistiques, elle devient professeure à Mons puis à Bruxelles et développe une nouvelle méthode d'enseignement qui éveille et respecte la spontanéité et l'esprit de découverte de l'élève. Après une première période expressionniste et figurative de 1945 à 1956, elle se tourne vers un style plus abstrait,.
Avec Marcelle Lacroix-Flagey, Berthe Dubail est l'une des deux seules femmes au sein des 7 Arts aux côtés de Magritte, des frères Bourgeois, de l'architecte Stanislas Jasinski, etc.(1922-1928).

## Collections
- Musées royaux des Beaux-Arts de Belgique [10]
- Musée des Beaux-Arts, Charleroi
- Mu.ZEE, à Ostende

## Prix et reconnaissance
- Chevalier de l'ordre de Léopold II, 1956,
- Ordre de la Couronne (Belgique), 1979,
- Une rue porte le nom de l'artiste à Leval-Trahegnies [11]